# Meharia yakovlevi
Меария Яковлева (лат. Meharia yakovlevi) — бабочка семейства древоточцы (Cossidae), обнаружена на острове Сокотра (Йемен).

## Этимология названия
Видовой эпитет дан в честь российского лепидоптеролога Романа Яковлева (Roman Yakovlev), который работал в экспедиции на Сокотре вместе с литовским энтомологом Аидасом Салдаитисом (Aidas Saldaitis) и коллегами Робертом Борс, Повиласом Ивинскисом (Robert Borth, Povilas Ivinskis).

## Открытие вида
Этот вид был описан по единственному экземпляру самца. Этот образец был найден в окрестностях Хадибу, на покрытых густой кустарниковой растительностью холмах. В январе 2010 года были собраны ещё пять особей этого вида.